# 3D-CAR
3D-CAR (Central Acquisition Radar, Центральный радар обнаружения) — индийская трёхкоординатная РЛС, разработанная DRDO для ЗРК «Акаш». Способна отслеживать до 150 целей.

## Подробности
Представляет собой трехкоординатный обзорный радар среднего радиуса с высоким разрешением. Разработан LRDE, лабораторией DRDO, и производится совместным предприятием компаний BEL, Larsen & Toubro, Astra Microwave и Entec. Радар использует плоскую антенную решетку и обеспечивает одновременное многолучевое покрытие. Он может отслеживать 150 целей в режиме сканирования и обнаруживать цели на дальности до 170 км и высоте до 18 км.

## Функции
Эти функции относятся к радару 3D-CAR. Спецификации для Rohini, 3D TCR и Revathi доступны по ссылкам ниже.
- Трехкоординатное наблюдение средней дальности;
- Работа в S-диапазоне;
- Дальность наблюдения более 180 км;
- Высота до 18 км;
- Возможность установки на большой высоте;
- Развертывание менее чем за 20 минут;
- 150 целей в режиме TWS (сопровождение в процессе обзора);
- Набор функций ECCM;
- Интегрированная система «свой-чужой»;
- Способен обнаруживать маловысотные, а также сверхзвуковые цели со скоростью более 3М;
- Перестройка частоты и анализ помех.

## Варианты
DRDO разработала три варианта радара:

### Rohini
Радар Rohini монтируется на модифицированном тяжелом грузовике TATRA и поддерживается мобильной вспомогательной силовой установкой. TATRA производится по лицензии компанией Bharat Earth Movers Limited (BEML).

### Revathi
Revathi — вторичный корабельный обзорный радар для поиска воздушных и морских целей. Радар может автоматически сопровождать до 150 целей. Имеет три скорости вращения антенны: 6, 12 и 24 об/мин. Радар имеет функции ECCM. Радаром Revathi оснащены корветы типа «Каморта».

### 3D TCR
Разработан для сухопутных войск Индии . Дальность обзора составляет 90 км. Радар имеет более низкое крепление антенны и устанавливается на двух машинах вместо трех у Rohini. Он также может передавать данные на боевой модуль, расположенный на удалении до 20 км. В настоящее время находится на вооружении.

## Текущий статус
По оценкам BEL потребность в радарах Rohini составляет 100 единиц. Компания поставила первую РЛС Rrohini для ВВС Индии 6 августа 2008 года. Ежегодный объём производства около 20 единиц.
РЛС RohiniI имеет новую антенну, разработанную в Индии, более совершенную, чем оригинальная CAR, с точки зрения использования мощности и технологии формирования луча.
Семь РЛС Rohini были первоначально заказаны ВВС Индии для программы модернизации средств обнаружения. После тестирования ВВС заказали еще 30 радаров, в результате чего объём поставки составил 37 единиц.
ВВС заказали восемь дивизионов ЗРК Akash, а в составе которых РЛС Rohini действуют как центральная система раннего предупреждения.
В модификации Revathi добавлена двухосная стабилизация, а также дополнительные режимы, необходимые для работы в морских условиях.
Ожидаются заказы от сухопутных сил Индии, где РЛС применяется в составе ЗРК «Акаш».

## Операторы
Индия
- ВВС Индии
- Сухопутные силы Индии
- ВМС Индии

## Внешние ссылки
- 3D Surveillance Radar for Air Defense - Rohini
- 3D Tactical Control radar
- 3D Naval Surveillance radar - Revathi